# Loo (dorp)
Loo is een plaats in de Estlandse gemeente Jõelähtme, provincie Harjumaa. De plaats heeft de status van dorp (Estisch: küla).
De Esten noemen het dorp doorgaans Loo küla (‘Loo-dorp’) om het te onderscheiden van het veel grotere Loo alevik in dezelfde gemeente, dat de status van vlek (groter dorp) heeft. De plaatsen grenzen niet aan elkaar.

## Bevolking
Het dorp had 35 inwoners op 31 december 2011 en 28 inwoners op 31 december 2021.

## Ligging
Langs de noordoostgrens van het dorp loopt de Põhimaantee 1, de hoofdweg van Tallinn naar Narva. De rivier Jõelähtme loopt over een korte afstand ondergronds langs de oostgrens van het plaatsje.

## Geschiedenis
Loo werd voor het eerst genoemd in 1689 onder de naam Loh als herberg op het landgoed van Kostifer (Kostivere). Vanaf 1725 heette de herberg afwisselend Loo en Lo. In 1871 was Loo een veehouderij op het landgoed Kostifer. Op het eind van de 19e eeuw ontstond een nederzetting op de veehouderij. Dat werd het dorp Loo. Tussen 1977 en 1997 maakte Loo deel uit van het buurdorp Vandjala.